# Nikolaus von Flüe (1788–1851)
Nikolaus von Flüe (* 1788 in Sachseln; † 26. Januar 1851 ebenda) war ein Schweizer Offizier in spanischen Diensten und Obwaldner Landeshauptmann.

## Leben
Nikolaus von Flüe wurde auf dem elterlichen Hof Gibel, in Nachbarschaft seines namensgleichen Cousins Nikolaus von Flüe (1763–1839), Vorgänger im Amt des Landeshauptmanns, geboren. Einer seiner Vorfahren war Niklaus von Flüe.
Er schloss 1805 den Gymnasialkurs an der Stiftsschule Engelberg ab. Wie die meisten seiner Familienmitglieder, und besonders beispielgebend war sein Bruder Ludwig von Flüe, der als Hauptmann in französische Dienste trat, wurde Nikolaus von Flüe Offizier in spanischen Diensten und kam 1805 in das, schon 1792 von Oberst Jann errichtete, nun Traxlersche Regiment Nr. 5 (auch Schreibweise: Trachslersche Regiment) als Unterleutnant. Anfangs war er in Cartagena stationiert, musste dann mit seinem Regiment aber 1808 nach Valencia und kämpfte im Krieg auf der pyrenäischen Halbinsel gegen die französischen Truppen von Marschall Bon-Adrien-Jeannot de Moncey; hierbei wurden das 1. und 5. Bataillon des Traxlersche Regimentes gefangen genommen. Als sich aber Marschall Moncey nach Madrid zurückziehen musste, ranzionierten die meisten Soldaten des gefangenen Korps und er kehrte nach Cartagena zurück. Dort wurde das gesamte Regiment reorganisiert und kam abermals nach Valencia.
1809 erfolgte seine Beförderung zum Oberleutnant und er war an den Feldzügen in Katalonien und Aragonien beteiligt. Bei diesen Kämpfen kam es auch einmal zu dem Fall, das er gegen die Einheit kämpfen musste, in der sein Bruder Ludwig von Flüe diente. Er war auch an den Gefechten bei Monzón und an der Belagerung der Festung Lerida im Mai 1810 beteiligt. Am 10. Mai 1810 wurde Lerida von den Franzosen erstürmt und mit General Louis Gabriel Suchet eine Kapitulation ausgehandelt, durch welche das Traxlersche Regiment in französische Gefangenschaft geriet und nach Autun in Frankreich gebracht wurde. Im Juli 1811 wurde er aus der Gefangenschaft entlassen und kehrte nach Hause zurück; dort lebte er in ländlicher Zurückgezogenheit.
Durch den Friedensschluss 1815 konnte er nach Spanien zurückkehren, um erneut als Soldat zu dienen. Er wurde nun dem Regiment Zay als Aggregierter zugeteilt und wurde zum Hauptmann befördert, anschliessend wurde er auf Mallorca in Palma und in Tarragona stationiert.
1822 wurden die Schweizer Regimenter Zay und Kaiser, in denen die Offiziere der inzwischen aufgelösten Regimenter Wimpfen, Reding, Courten und Traxler ihrer Dienste leisteten von den Cortes aufgelöst und nach Hause entlassen. Im darauffolgenden Jahr wurde die Herrschaft Ferdinands VII. wiederhergestellt und von diesem das Auflösungsdekret des Cortes annulliert, worauf Nikolaus von Flüe nach Spanien zurückkehrte. Dort sammelten sich die Soldaten der aufgelösten Regimenter in Mataró (Provinz Katalonien). Nikolaus von Flüe blieb als Hauptmann im Regiment Zay aggregiert, bis er nach der Kapitulation der Krone Spaniens und den Schweizer Regimentern 1835 mit einer Pension von 600 Franken und mit dem Orden des heiligen Hermenegild ausgezeichnet, in die Heimat zurückkehren konnte.
Nach dem Tod seines Cousins wurde er durch die Landsgemeinde von Obwalden im April 1840 zum Landeshauptmann gewählt, verbunden mit dem Rang eines Regierungsmitglieds.
Durch den Sonderbund kam es Mitte der 1840er Jahre zu Unruhen und Nikolaus von Flüe kam 1847 an die Spitze der Landwehr im Inneren. Aufgrund der rasch aufeinanderfolgenden Kapitulationen wurde er jedoch nicht militärisch tätig, allerdings hatte er nun eine Vielzahl an Aufgaben, bedingt durch die eidgenössischen Besatzungstruppen, bis er vier Jahre später verstarb. Mit seinem Tod kamen die benachbarten drei Höfe Brunnenmatt (661271 / 190926), Gibel (661500 / 191046) und Obkirchen (mit dem Landhaus Obkirchen aus dem Jahr 1600, 661270 / 191016) in die Hände anderer Familien.
Testamentarisch verfügte er eine Stiftung für die Armen seiner Gemeinde.

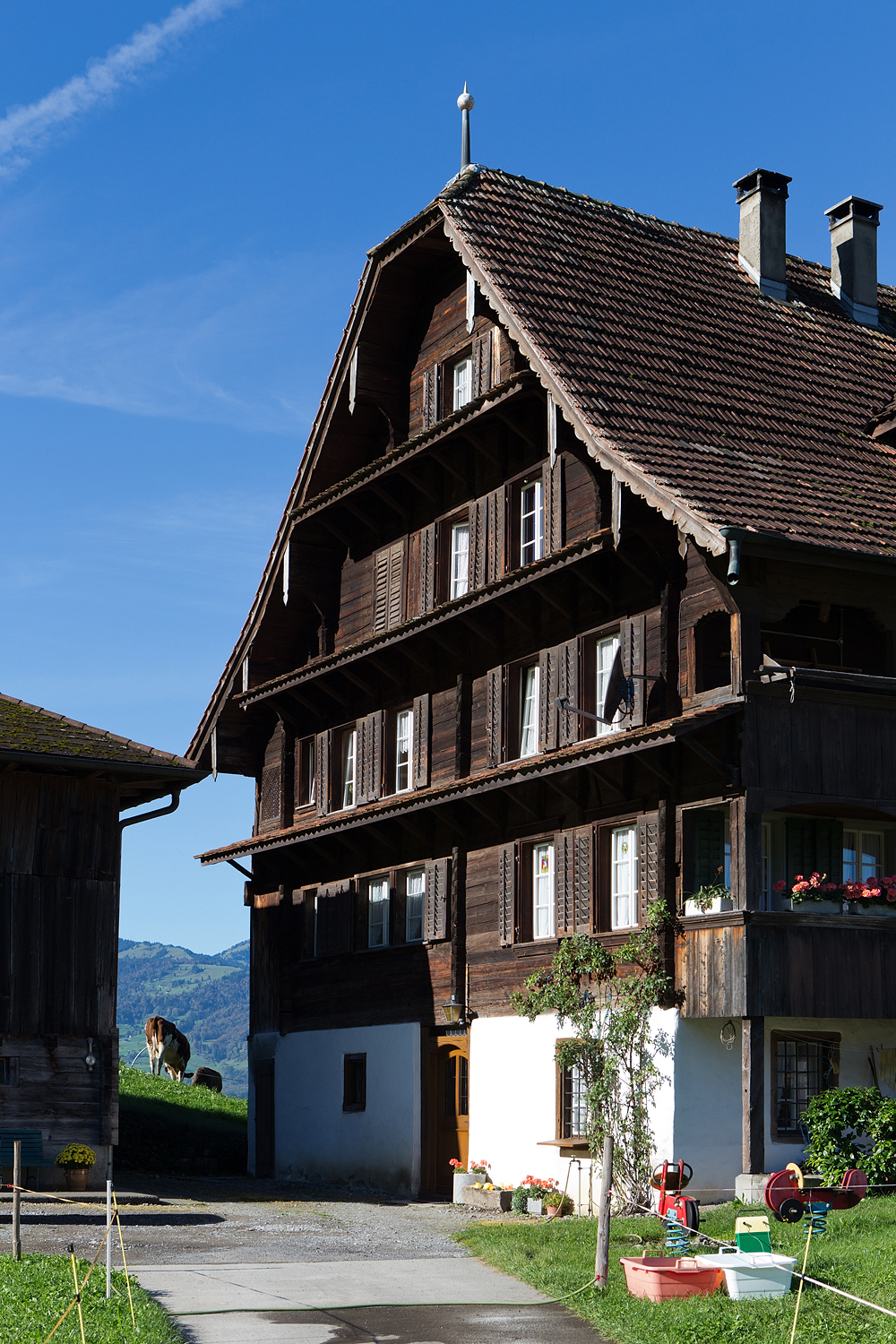
Das Wohnhaus Brunnenmatt
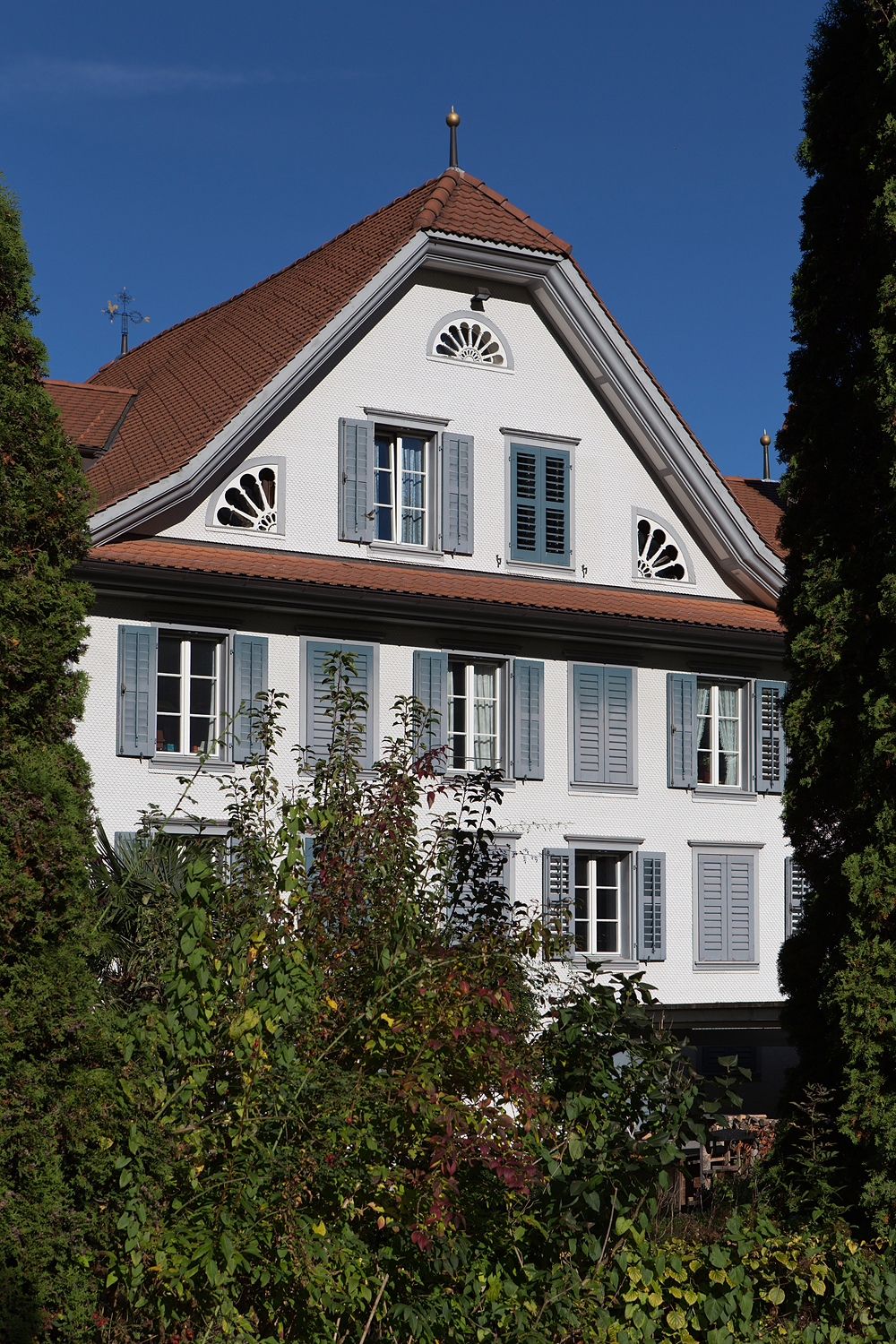
Das Landhaus Obkirchen aus dem Jahr 1600